# Nizina Orinoko

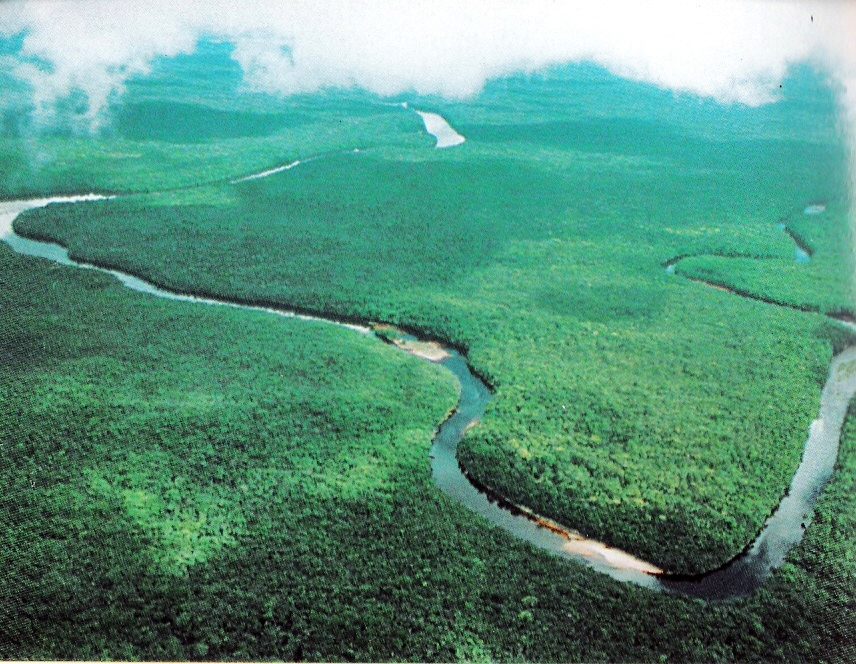
Rzeka Orinoko

Nizina Orinoko – nizina w północnej części Ameryki Południowej nad Morzem Karaibskim w obniżeniach prekambryjskiego podłoża. Nazwa pochodzi od rzeki Orinoko. Nizina Orinoko znajduje się w strefie klimatu równikowego. 

## Podstawowe dane
- Wysokość nad poziomem morza: do 500 m n.p.m.
- Rzeki: Orinoko, Essequibo
- Większe miasta: Caracas, Cabimas, Cumaná, Ciudad Guayana